# Promozione Venezia Tridentina 1953-1954
La Promozione fu il massimo campionato regionale di calcio disputato in Trentino-Alto Adige nella stagione 1953-1954.
A ciascun girone, che garantiva al suo vincitore la promozione in IV Serie a condizione di soddisfare le condizioni economiche richieste dai regolamenti, partecipavano sedici squadre, ed era prevista la retrocessione delle quattro peggio piazzate, anche se erano possibili aggiustamenti automatici per ripartire fra le appropriate sedi locali le squadre discendenti dalla IV Serie. Nel caso particolare, tuttavia, non essendo stata in grado la Lega Regionale Tridentina di raccogliere sufficienti iscrizioni, per garantire comunque la regolarità di questo torneo a dieci squadre, si programmò la retrocessione dell'ultima classificata.

## Squadre partecipanti
| Squadra          | Città (provincia)   | Stagione precedente |
| ---------------- | ------------------- | ------------------- |
| S.S. Benacense   | Riva del Garda (TN) |                     |
| F.C. Bolzanese   | Bolzano             |                     |
| F.C. Brunico     | Brunico (BZ)        |                     |
| F.C. Jörs & Klug | Bressanone (BZ)     |                     |
| A.S. Laives      | Laives (BZ)         |                     |
| Merano Sportiva  | Merano (BZ)         |                     |
| S.S. Olivo       | Arco (TN)           |                     |
| Postelegrafonici | Trento              |                     |
| U.S. Rovereto    | Rovereto (TN)       |                     |
| S.S. Virtus      | Bolzano             |                     |

## Classifica finale
|  | Pos. | Squadra          | Pt | G  | V  | N | P  | GF | GS | DR  |
|  | ---- | ---------------- | -- | -- | -- | - | -- | -- | -- | --- |
|  | 1.   | Merano Sportiva  | 30 | 18 | 13 | 4 | 1  | 49 | 12 | +37 |
|  | 2.   | Benacense        | 23 | 18 | 10 | 3 | 5  | 39 | 22 | +17 |
|  | 3.   | Rovereto         | 23 | 18 | 8  | 7 | 3  | 37 | 22 | +15 |
|  | 4.   | Laives / Leifers | 22 | 18 | 7  | 8 | 3  | 25 | 18 | +7  |
|  | 5.   | Jörs & Klug      | 20 | 18 | 8  | 4 | 6  | 32 | 18 | +14 |
|  | 6.   | Olivo            | 15 | 18 | 6  | 3 | 9  | 20 | 28 | -8  |
|  | 7.   | Virtus           | 13 | 18 | 5  | 3 | 10 | 20 | 34 | -14 |
|  | 8.   | Brunico          | 12 | 18 | 4  | 4 | 10 | 18 | 28 | -10 |
|  | 9.   | Bolzanese        | 12 | 18 | 4  | 4 | 10 | 18 | 38 | -20 |
|  | 10.  | Postelegrafonici | 9  | 18 | 2  | 5 | 11 | 8  | 46 | -38 |

Legenda:
      Promosso in IV Serie 1954-1955.
      Retrocesso in Prima Divisione.
Regolamento:
Due punti a vittoria, uno a pareggio, zero a sconfitta.